# Apalharpactes mackloti
Apalharpactes mackloti е вид птица от семейство Трогонови (Trogonidae).

## Разпространение
Видът е разпространен в Индонезия.